# Ceraclea protonepha
Ceraclea protonepha är en nattsländeart som beskrevs av Morse och Ross in Morse 1975. Ceraclea protonepha ingår i släktet Ceraclea och familjen långhornssländor. Inga underarter finns listade i Catalogue of Life.